# 图昆杜瓦
图昆杜瓦是巴西南大河州的一个市镇。总面积180.804平方公里，总人口5907人，人口密度32.7人/平方公里。